# 義天
義天（ぎてん、ウィチョン、	의천、1055年9月28日－1101年10月5日）は高麗の僧。朝鮮半島における天台宗の開祖。諡号は大覚国師。諱は王 煦。

## 人物
文宗の第4子に生まれ、11歳のとき、文宗の叔父にあたる王師爛圓が滞在していた霊通寺で出家し、仏教のほか道教や儒学を学び、祐世僧統に任ぜられた。1085年には臣下の反対を押し切って海路で入宋し、高麗の高僧として哲宗から厚遇された。慧因寺の浄源のもとで華厳教学を、また、慈弁従諫のもとで天台教学を、霊芝元照から戒法を、金山了元や慧林円照らに禅を学んだ。3年の修行後、仏典や儒書約1000巻を携えて帰国し、開城近郊の興王寺に教蔵都監を設置し、新羅以来の仏教書を刊行したほか、宋や遼、日本の仏書も収集して『続蔵経』として刊行するなど、高麗時代の仏教の発展に大きく貢献した。兄の粛宗の即位後には天台宗が公認され、国政にも参加し、宋の貨幣経済に倣って鋳銭都監を設置し、「海東通宝」「三韓通宝」「海東重宝」を鋳造させた。
著書に『新編諸宗教蔵総録』（義天録）2巻、『円宗文類』22巻（2巻が現存）のほか、『釈苑詞林』『大覚国師文集』『海東有本見行録 (義天録) 』等があり、朝鮮仏教の貴重な資料となっている。